# 亀田梨紗
亀田 梨紗（かめだ りさ、1988年8月7日 - ）は、日本の女優。東京都出身。日本大学芸術学部卒業。

## 出演

### 舞台
- NPO法人国連クラシックライヴ協会主催「赤毛のアン」（2006年、東京国際フォーラム）
- Theater Salud「赤いコート」（2007年、日暮里Salud）
- 舞台総合実習I A「月の岬」（2008年、日大芸術学部ブラックボックス）
- 舞台総合実習II A「海抜3200m」（2008年、日大芸術学部ブラックボックス）
- 劇団掘出者「誰」（2009年、サンモールスタジオ）
- 江古田のガールズ「ご不幸」：黒「叫ぶ人々」（2009年、シアターグリーン BASE THEATER）
- きゃべ。「500m巡り」（2009年、新宿ゴールデン街劇場）
- 「池袋わが町」（2009年、池袋あうるすぽっと・山形・長野・三重）
- 舞台総合実習IV A「アルゴス坂の白い家」（2009年、日大芸術学部中講堂）作・演出 川村毅
- 劇団掘出者「ロミオの代わりはいくらだっているし、ジュリエットの代わりだって腐るほどいる」（2009年、渋谷ギャラリー・ルデコ４）
- 杉並演劇祭参加　悶々の門「華々しき一族」（2010年、阿佐ヶ谷アルシェ）
- 劇団俳小「テンペスト」（2010年、シアターグリーン BASE THEATER）
- 日本大学芸術学部卒業公演「テイク・ザ・マネー・アンド・ラン」（2010年）
- バナナ学園純情乙女組「王子大大大大大作戦!!!!!」（2011年、王子小劇場）
- きゃべ。「小庭のある家」（2011年、新宿ゴールデン街劇場）
- ぬいぐるみハンター「無邪気で邪気なみんなのうた」（2011年、参宮橋トランスミッション）
- タマコロ「ニュートンの青いりんご」（2011年、シアターグリーンBASETHEATER）
- ベッド＆メイキングス「墓場、女子高生」（2012年、座・高円寺1）
- 北京蝶々「オーシャンズ・カジノ」（2012年、王子小劇場）
- 劇団チョコレートケーキ「あの記憶の記録」（2013年、サンモールスタジオ）
- 踊れ場「脱兎のごとく」（2013年、シアター風姿花伝）
- 「私のホストちゃん」（2013年、青山劇場）
- 劇団競泳水着 10周年記念企画公演①「Romantic Love?」（2013年、サンモールスタジオ）
- 岩松了プロデュースVol.2「宅悦とお岩-四谷怪談のそのシーンのために-」（2014年、下北沢駅前劇場）
- 劇団競泳水着 10周年記念企画公演ファイナル「別れても好きな人2014」（2014年、こまばアゴラ劇場／in→dependent theatre 1st）
- 新春 たなか沙織つきいち朗読 たなか沙織×亀田梨紗「まにまに」（2015年、下北沢ピカイチ）
- Straw&Berry#2「ワンダーランド」（2015年、王子小劇場）
- 「殺人鬼フジコの衝動」（2015年、全労済スペース・ゼロ）
- クリエイティブアーツ主催「わたしの、領分。」（2015年、シアター風姿花伝）
- ITOH COMPANY主催「サヨナラサイキックオーケストラ」（2015年）
- 台湾地震応援チャリティ ちゃりてぃ庵「音楽準備室」（2016年、十色庵）
- スイッチ総研「下北沢演劇祭スイッチ」（2016年、本多劇場）
- ライブ・ファンタジー「FAIRY TAIL」（2016年、藝海劇院）＜上海公演＞
- MCR「無情」（2016年、下北沢 ザ・スズナリ）
- スイッチ総研「上野御徒町 燕湯スイッチ」（2017年、上野燕湯）
- 「2日間の演劇実験会」（2017年）
- さんらん「制服」（2017年、阿佐ヶ谷ひつじ座）
- スイッチ総研「秘密の夜の学校見学会〜あなたの知らないアンスティチュ・フランセ〜」（2017年）
- 青春事情 短編集公演「WONDERISE」（2018年、サラヴァ東京）
- 独弾流GARAGARADON「背中をみせて」（2018年、中野ザ・ポケット）
- 海賊のように飲む会「虎と馬と鹿と鮫と鯱のそれ -逆鏡の街にて-」（2018年、上野ストアハウス）
- 青春事情「キレナイ」（2018年、下北沢OFF・OFFシアター）
- HandMadeNight「ウィスキー・ボン・ボヤージュ」（2018年、BAR lobby17）
- 海賊のように飲む会 海賊版公演4「歌謡、愛をコロス劇場の人々」（2018年、高田馬場JETROBOT）
- ノアノオモチャバコ「エネミー×エネミー」原案：ヘンリック・イプセン「民衆の敵」（2018年、東京：劇場HOPE、名古屋：七ツ寺町共同スタジオ）
- さんらん「未必の故意」原作：安部公房（2019年）
- ノアノオモチャバコ「ノア版ワーニャオジサン」原案：アントン・チェーホフ（2019年、東京：駅前劇場、名古屋：ナンジャーレ）
- 東京キャラバンin岡山　リーディングアーティスト：福原光則
- 寺山修司幻想実験劇三部作連続上演企画・第二部　女群音楽劇「初演版-阿呆船-」作：寺山修司、台本協力：岸田理生
- あんよはじょうず。＃３「地獄変をみせてやる-人生疾走（失笑）篇–」

### 映画
- うみかげ（2009年、学生映画祭）
- キヅイテ（2011年、ぴあフィルムフェスティバル出品作品）
- つやのよる ある愛に関わった、女たちの物語（行定勲監督：2013年）- 編集者 里佳 役
- Living With The Dead（2013年、PFF 第35回ぴあフィルムフェスティバル入選）
- ゲノムハザード ある天才科学者の5日間（2014年、日韓合同制作）- 優香 役
- 銀の匙 Silver Spoon（吉田恵輔監督：2014年）- 豊西美香 役
- ぼくたちは上手にゆっくりできない。リビング・オブ・ザ・リビングデッド（安達寛高(乙一)監督：2016年）
- 恋とさよならとハワイ（まつむらしんご監督：2017年、大阪アジアン映画祭《インディ・フォーラム部門》）
- 占いFortuneteller（2017年）
- 東京の夜（2018年、カナザワ映画祭”期待の新人監督”）
- ギャングース（入江悠監督：2018年）
- AI崩壊（入江悠監督：2020年）
- カウンセラー（酒井善三監督：2020年、SKIPシティ国際Dシネマ映画祭2021にてSKIPシティアワード受賞 ）- 平峰智子 役
- スピリチュアル（酒井善三監督：2020年）Vimeo公開

### TV
- 大!天才てれびくん　ドラまちがい 「刑事侍」第1話（2012年、NHK）
- 実写版「熱血硬派くにおくん」 第11話・第12話（2014年）
- 愛のストリートファイト!熱血運動会（2014年、NOTTV）
- さんすう刑事ゼロ第17話（2014年、NHK）
- サカジョ（2015年、チバテレビ）
  - 私が恋愛できない理由
  - ドクターズ
  - ハローワーク
  - 鍵のかかった部屋
- ドS刑事 第10話（2015年）
- ゴッドタン3時間SP（2017年、テレビ東京）

### CM
- ニンテンドー3DS「モンスターハンター3G」CMムービー（2012年）
- KDDI au 女子割「のりかえ案内PART1」（2012年）
- KENTO MORI 宝くじブランドCM Part2（2012年）
- バイラルムービー「フィジエット」（2013年）
- バイラルムービー「Expedia 最低価格保証 エクスペディアが最低なのは価格だけ」（2013年）
- WOWOW 映画「アベンジャーズ」宣伝用映像（ゴルフ篇）（2013年）
- タナダユキ監督 Lion 「働く女性の応援歌」篇（2014年）
- アジアカップ microsoft「Surface Pro 3」（2015年）
- GAME OF WAR（2015年）
- WOWOW 地上波CM 長澤まさみ・V6篇（2015年）
- 箱田優子監督　漫画レンタルアプリRenta!「俺のオススメ」篇（2016年）
- エネオス　内村航平「"様々な"エネルギー」編（2016年）

### WEB
- Photokore（Yas ポートフォリオ内、ビジネス写真）
- カシオDPアニメーションアプリ：スマートフォン用アプリPV
- livedoorガールズスナップ 午後の彼女
- Applogue（About Ruler、名刺作成動画）
- 美人時計／hanaガール／Applogue合同企画　ハロウィン フラッシュ・モブ
- hanaガール"Risa Kameda"×"aiue."（2012年）
- カットノベルアワード作品 田山花袋「蒲団」（2012年）
- GIRL BOOK（2013年）
- オリジナル短編web ドラマ「ジュンコとリサリサ」（2014年）
- 真梨幸子「5人のジュンコ」特別PV（2014年）
- スカパー！プレミアムサービス663ch ドラマ「イカロスの瞳」（2015年）
- 企業説明会用映像「ジールアスリートエージェンシー」（2015年）
- 未来の面接プロジェクト「VR面接」映像（2015年）
- ふぅふぅ（2016年）
- ジャグラー20周年動画「ジャグラーは変わらない」（2017年）
- webCM Liriy 写真プリント「primii（プリミィ）」（2018年）
- アデコ「キャリアシード・エル」（2018年）
- PV「マジック：ザ・ギャザリングを始めよう！」（2018年）
- Fade＋フェードプラス除菌・抗菌・消臭剤シリーズ実写動画（2019年）

### 本
- 佐藤綾子 著「読顔力」（表情モデル）
- ニコンV1スーパーブック

Tokyo graffiti（2012年2月 東京美少女）

### 連載
- 入江悠監督Presents「僕らのモテるための映画聖典」メルマガ執筆陣（2018年～）